# Lista över fornlämningar i Lidköpings kommun (Otterstad)
Lista över fornlämningar i Lidköpings kommun (Otterstad) är en förteckning av ett urval av de fornlämningar som finns i Otterstad i Lidköpings kommun.
| Namn                                       | Lämningstyp                 | Tillkomsttid | Historisk indelning      | Plats | Läge                 | ID-nr          | Bild                                      |
| ------------------------------------------ | --------------------------- | ------------ | ------------------------ | ----- | -------------------- | -------------- | ----------------------------------------- |
| Otterstad 1:1                              | Fästning/skans              |              | Otterstad, Västergötland |       | 58.627634, 13.136516 | 10200600010001 | Ladda upp en bild av detta fornminne      |
| Otterstad 2:1                              | Stenkammargrav              |              | Otterstad, Västergötland |       | 58.652313, 13.211054 | 10200600020001 | Ladda upp en bild av detta fornminne      |
| Kung Orres grav (Otterstad 4:1)            | Stenkammargrav              |              | Otterstad, Västergötland |       | 58.618248, 13.162031 | 10200600040001 | Ladda upp en bild av detta fornminne      |
| Otterstad 5:1                              | Stensättning                |              | Otterstad, Västergötland |       | 58.612483, 13.170254 | 10200600050001 | Ladda upp en bild av detta fornminne      |
| Otterstad 6:1                              | Stensättning                |              | Otterstad, Västergötland |       | 58.619790, 13.153464 | 10200600060001 | Ladda upp en bild av detta fornminne      |
| Otterstad 6:2                              | Stensättning                |              | Otterstad, Västergötland |       | 58.619952, 13.153413 | 10200600060002 | Ladda upp en bild av detta fornminne      |
| Otterstad 6:3                              | Stensättning                |              | Otterstad, Västergötland |       | 58.620019, 13.153670 | 10200600060003 | Ladda upp en bild av detta fornminne      |
| Otterstad 6:4                              | Stensättning                |              | Otterstad, Västergötland |       | 58.620201, 13.153968 | 10200600060004 | Ladda upp en bild av detta fornminne      |
| Otterstad 7:1                              | Stenkrets                   |              | Otterstad, Västergötland |       | 58.621301, 13.154247 | 10200600070001 | Ladda upp en bild av detta fornminne      |
| Otterstad 8:1                              | Gravfält                    |              | Otterstad, Västergötland |       | 58.619320, 13.148614 | 10200600080001 | Ladda upp en bild av detta fornminne      |
| Otterstad 9:1                              | Begravningsplats            |              | Otterstad, Västergötland |       | 58.639339, 13.148088 | 10200600090001 | Ladda upp en bild av detta fornminne      |
| Otterstad 10:1                             | Röse                        |              | Otterstad, Västergötland |       | 58.636962, 13.152892 | 10200600100001 | Ladda upp en bild av detta fornminne      |
| Otterstad 11:1                             | Stensättning                |              | Otterstad, Västergötland |       | 58.635372, 13.151526 | 10200600110001 | Ladda upp en bild av detta fornminne      |
| Otterstad 12:1                             | Röse                        |              | Otterstad, Västergötland |       | 58.640812, 13.149413 | 10200600120001 | Ladda upp en bild av detta fornminne      |
| Otterstad 16:1                             | Hög                         |              | Otterstad, Västergötland |       | 58.650457, 13.167213 | 10200600160001 | Ladda upp en bild av detta fornminne      |
| Otterstad 17:1                             | Gravfält                    |              | Otterstad, Västergötland |       | 58.653074, 13.171007 | 10200600170001 | Ladda upp en bild av detta fornminne      |
| Otterstad 18:1                             | Begravningsplats            |              | Otterstad, Västergötland |       | 58.649909, 13.172507 | 10200600180001 | Ladda upp en bild av detta fornminne      |
| Otterstad 18:2                             | Kyrka/kapell                |              | Otterstad, Västergötland |       | 58.649954, 13.172556 | 10200600180002 | Ladda upp en bild av detta fornminne      |
| Otterstad 19:1                             | Gravfält                    |              | Otterstad, Västergötland |       | 58.649320, 13.176846 | 10200600190001 | Ladda upp en bild av detta fornminne      |
| Otterstad 20:1                             | Stenkrets                   |              | Otterstad, Västergötland |       | 58.646846, 13.174251 | 10200600200001 | Ladda upp en bild av detta fornminne      |
| Otterstad 20:2                             | Stenkrets                   |              | Otterstad, Västergötland |       | 58.646796, 13.173959 | 10200600200002 | Ladda upp en bild av detta fornminne      |
| Otterstad 25:1                             | Gravfält                    |              | Otterstad, Västergötland |       | 58.653553, 13.178482 | 10200600250001 | Ladda upp en bild av detta fornminne      |
| Siggessten (Otterstad 29:1)                | Runristning                 |              | Otterstad, Västergötland |       | 58.662854, 13.195144 | 10200600290001 | Ladda upp en till bild av detta fornminne |
| Otterstad 30:1                             | Gravfält                    |              | Otterstad, Västergötland |       | 58.654548, 13.208474 | 10200600300001 | Ladda upp en bild av detta fornminne      |
| Otterstad 30:2                             | Stensättning                |              | Otterstad, Västergötland |       | 58.655223, 13.208750 | 10200600300002 | Ladda upp en bild av detta fornminne      |
| Otterstad 34:1                             | Stensättning                |              | Otterstad, Västergötland |       | 58.651096, 13.214642 | 10200600340001 | Ladda upp en bild av detta fornminne      |
| Otterstad 35:1                             | Gravfält                    |              | Otterstad, Västergötland |       | 58.651489, 13.213305 | 10200600350001 | Ladda upp en bild av detta fornminne      |
| Otterstad 36:1                             | Stensättning                |              | Otterstad, Västergötland |       | 58.649162, 13.209215 | 10200600360001 | Ladda upp en bild av detta fornminne      |
| Otterstad 38:1                             | Gravfält                    |              | Otterstad, Västergötland |       | 58.649793, 13.187279 | 10200600380001 | Ladda upp en bild av detta fornminne      |
| Otterstad 39:1                             | Stensättning                |              | Otterstad, Västergötland |       | 58.645759, 13.188122 | 10200600390001 | Ladda upp en bild av detta fornminne      |
| Otterstad 39:2                             | Stenkrets                   |              | Otterstad, Västergötland |       | 58.645823, 13.187882 | 10200600390002 | Ladda upp en bild av detta fornminne      |
| Otterstad 40:1                             | Stensättning                |              | Otterstad, Västergötland |       | 58.646303, 13.187934 | 10200600400001 | Ladda upp en bild av detta fornminne      |
| Otterstad 41:1                             | Stensättning                |              | Otterstad, Västergötland |       | 58.646903, 13.189332 | 10200600410001 | Ladda upp en bild av detta fornminne      |
| Otterstad 42:1                             | Stensättning                |              | Otterstad, Västergötland |       | 58.643745, 13.191333 | 10200600420001 | Ladda upp en bild av detta fornminne      |
| Otterstad 42:3                             | Stensättning                |              | Otterstad, Västergötland |       | 58.643202, 13.190483 | 10200600420003 | Ladda upp en bild av detta fornminne      |
| Otterstad 45:1                             | Stensättning                |              | Otterstad, Västergötland |       | 58.643192, 13.183626 | 10200600450001 | Ladda upp en bild av detta fornminne      |
| Otterstad 46:1                             | Stensättning                |              | Otterstad, Västergötland |       | 58.639658, 13.181217 | 10200600460001 | Ladda upp en bild av detta fornminne      |
| S:ta Katarina kapellplats (Otterstad 48:1) | Begravningsplats            |              | Otterstad, Västergötland |       | 58.628208, 13.180958 | 10200600480001 | Ladda upp en bild av detta fornminne      |
| Otterstad 50:1                             | Gravfält                    |              | Otterstad, Västergötland |       | 58.624836, 13.191892 | 10200600500001 | Ladda upp en bild av detta fornminne      |
| Otterstad 51:1                             | Gravfält                    |              | Otterstad, Västergötland |       | 58.621732, 13.195061 | 10200600510001 | Ladda upp en bild av detta fornminne      |
| Otterstad 53:1                             | Stensättning                |              | Otterstad, Västergötland |       | 58.638228, 13.184134 | 10200600530001 | Ladda upp en bild av detta fornminne      |
| Otterstad 54:1                             | Gravfält                    |              | Otterstad, Västergötland |       | 58.639649, 13.185854 | 10200600540001 | Ladda upp en bild av detta fornminne      |
| Otterstad 55:1                             | Stensättning                |              | Otterstad, Västergötland |       | 58.640719, 13.186939 | 10200600550001 | Ladda upp en bild av detta fornminne      |
| Otterstad 56:1                             | Stensättning                |              | Otterstad, Västergötland |       | 58.641705, 13.189361 | 10200600560001 | Ladda upp en bild av detta fornminne      |
| Otterstad 57:1                             | Stensättning                |              | Otterstad, Västergötland |       | 58.626879, 13.175131 | 10200600570001 | Ladda upp en bild av detta fornminne      |
| Otterstad 57:2                             | Grav markerad av sten/block |              | Otterstad, Västergötland |       | 58.626736, 13.175101 | 10200600570002 | Ladda upp en bild av detta fornminne      |
| Kungshögen (Otterstad 59:1)                | Gravfält                    |              | Otterstad, Västergötland |       | 58.626276, 13.170908 | 10200600590001 | Ladda upp en bild av detta fornminne      |
| Otterstad 60:1                             | Hög                         |              | Otterstad, Västergötland |       | 58.641073, 13.176277 | 10200600600001 | Ladda upp en bild av detta fornminne      |
| Otterstad 64:1                             | Stensättning                |              | Otterstad, Västergötland |       | 58.636954, 13.167852 | 10200600640001 | Ladda upp en bild av detta fornminne      |
| Otterstad 64:2                             | Stensättning                |              | Otterstad, Västergötland |       | 58.636726, 13.167608 | 10200600640002 | Ladda upp en bild av detta fornminne      |
| Drakeberget (Otterstad 65:1)               | Fornborg                    |              | Otterstad, Västergötland |       | 58.626750, 13.161818 | 10200600650001 | Ladda upp en bild av detta fornminne      |
| Otterstad 73:1                             | Gravfält                    |              | Otterstad, Västergötland |       | 58.676935, 13.200437 | 10200600730001 | Ladda upp en bild av detta fornminne      |
| Otterstad 74:1                             | Hällristning                |              | Otterstad, Västergötland |       | 58.676183, 13.199214 | 10200600740001 | Ladda upp en bild av detta fornminne      |
| Otterstad 75:1                             | Stensättning                |              | Otterstad, Västergötland |       | 58.683759, 13.194646 | 10200600750001 | Ladda upp en bild av detta fornminne      |
| Otterstad 75:2                             | Stensättning                |              | Otterstad, Västergötland |       | 58.683881, 13.194718 | 10200600750002 | Ladda upp en bild av detta fornminne      |
| Otterstad 76:1                             | Gravfält                    |              | Otterstad, Västergötland |       | 58.682841, 13.193866 | 10200600760001 | Ladda upp en bild av detta fornminne      |
| Otterstad 77:1                             | Gravfält                    |              | Otterstad, Västergötland |       | 58.681066, 13.200677 | 10200600770001 | Ladda upp en bild av detta fornminne      |
| Otterstad 78:1                             | Stensättning                |              | Otterstad, Västergötland |       | 58.681279, 13.199349 | 10200600780001 | Ladda upp en bild av detta fornminne      |
| Otterstad 78:2                             | Stensättning                |              | Otterstad, Västergötland |       | 58.681155, 13.199346 | 10200600780002 | Ladda upp en bild av detta fornminne      |
| Otterstad 79:1                             | Gravfält                    |              | Otterstad, Västergötland |       | 58.642522, 13.129016 | 10200600790001 | Ladda upp en bild av detta fornminne      |
| Otterstad 82:1                             | Stensättning                |              | Otterstad, Västergötland |       | 58.648743, 13.138918 | 10200600820001 | Ladda upp en bild av detta fornminne      |
| Otterstad 83:1                             | Hög                         |              | Otterstad, Västergötland |       | 58.662910, 13.121196 | 10200600830001 | Ladda upp en bild av detta fornminne      |
| Otterstad 84:1                             | Gravfält                    |              | Otterstad, Västergötland |       | 58.662701, 13.122063 | 10200600840001 | Ladda upp en bild av detta fornminne      |
| Otterstad 85:1                             | Röse                        |              | Otterstad, Västergötland |       | 58.711268, 13.164512 | 10200600850001 | Ladda upp en bild av detta fornminne      |
| Otterstad 86:1                             | Röse                        |              | Otterstad, Västergötland |       | 58.707628, 13.123059 | 10200600860001 | Ladda upp en bild av detta fornminne      |
| Otterstad 87:1                             | Röse                        |              | Otterstad, Västergötland |       | 58.699841, 13.149330 | 10200600870001 | Ladda upp en bild av detta fornminne      |
| Otterstad 88:1                             | Röse                        |              | Otterstad, Västergötland |       | 58.699395, 13.144993 | 10200600880001 | Ladda upp en bild av detta fornminne      |
| Otterstad 88:2                             | Röse                        |              | Otterstad, Västergötland |       | 58.699347, 13.144275 | 10200600880002 | Ladda upp en bild av detta fornminne      |
| Otterstad 89:1                             | Husgrund, historisk tid     |              | Otterstad, Västergötland |       | 58.668652, 13.083224 | 10200600890001 | Ladda upp en bild av detta fornminne      |
| Otterstad 90:1                             | Stensättning                |              | Otterstad, Västergötland |       | 58.703065, 13.205723 | 10200600900001 | Ladda upp en bild av detta fornminne      |
| Otterstad 90:2                             | Stensättning                |              | Otterstad, Västergötland |       | 58.703005, 13.205713 | 10200600900002 | Ladda upp en bild av detta fornminne      |
| Otterstad 92:1                             | Stensättning                |              | Otterstad, Västergötland |       | 58.712698, 13.215921 | 10200600920001 | Ladda upp en bild av detta fornminne      |
| Otterstad 94:1                             | Stensättning                |              | Otterstad, Västergötland |       | 58.633815, 13.157621 | 10200600940001 | Ladda upp en bild av detta fornminne      |
| Otterstad 94:2                             | Stensättning                |              | Otterstad, Västergötland |       | 58.634061, 13.158025 | 10200600940002 | Ladda upp en bild av detta fornminne      |
| Otterstad 99:1                             | Stenkrets                   |              | Otterstad, Västergötland |       | 58.648555, 13.164541 | 10200600990001 | Ladda upp en bild av detta fornminne      |
| Otterstad 101:1                            | Hällristning                |              | Otterstad, Västergötland |       | 58.652532, 13.164877 | 10200601010001 | Ladda upp en bild av detta fornminne      |
| Otterstad 101:2                            | Hällristning                |              | Otterstad, Västergötland |       | 58.652425, 13.164934 | 10200601010002 | Ladda upp en bild av detta fornminne      |
| Otterstad 101:3                            | Hällristning                |              | Otterstad, Västergötland |       | 58.652608, 13.164941 | 10200601010003 | Ladda upp en till bild av detta fornminne |
| Otterstad 101:4                            | Hällristning                |              | Otterstad, Västergötland |       | 58.652636, 13.165189 | 10200601010004 | Ladda upp en till bild av detta fornminne |
| Otterstad 102:1                            | Hällristning                |              | Otterstad, Västergötland |       | 58.651696, 13.169049 | 10200601020001 | Ladda upp en bild av detta fornminne      |
| Otterstad 103:1                            | Hällristning                |              | Otterstad, Västergötland |       | 58.626768, 13.187936 | 10200601030001 | Ladda upp en bild av detta fornminne      |
| Otterstad 103:2                            | Hällristning                |              | Otterstad, Västergötland |       | 58.626520, 13.187541 | 10200601030002 | Ladda upp en bild av detta fornminne      |
| Otterstad 108:1                            | Hög                         |              | Otterstad, Västergötland |       | 58.629879, 13.159543 | 10200601080001 | Ladda upp en bild av detta fornminne      |
| Otterstad 114:1                            | Hällristning                |              | Otterstad, Västergötland |       | 58.634945, 13.150362 | 10200601140001 | Ladda upp en bild av detta fornminne      |
| Otterstad 115:1                            | Stensättning                |              | Otterstad, Västergötland |       | 58.633404, 13.141612 | 10200601150001 | Ladda upp en bild av detta fornminne      |
| Otterstad 116:1                            | Hällristning                |              | Otterstad, Västergötland |       | 58.632997, 13.189562 | 10200601160001 | Ladda upp en bild av detta fornminne      |
| Otterstad 119:1                            | Stensättning                |              | Otterstad, Västergötland |       | 58.624772, 13.160189 | 10200601190001 | Ladda upp en bild av detta fornminne      |
| Otterstad 120:1                            | Stensättning                |              | Otterstad, Västergötland |       | 58.691755, 13.217736 | 10200601200001 | Ladda upp en bild av detta fornminne      |
| Otterstad 124:1                            | Stenkrets                   |              | Otterstad, Västergötland |       | 58.679438, 13.200071 | 10200601240001 | Ladda upp en bild av detta fornminne      |
| Otterstad 130:1                            | Stenkrets                   |              | Otterstad, Västergötland |       | 58.681776, 13.207000 | 10200601300001 | Ladda upp en bild av detta fornminne      |
| Otterstad 132:2                            | Stensättning                |              | Otterstad, Västergötland |       | 58.682112, 13.194285 | 10200601320002 | Ladda upp en bild av detta fornminne      |
| Otterstad 134:2                            | Stensättning                |              | Otterstad, Västergötland |       | 58.681249, 13.195397 | 10200601340002 | Ladda upp en bild av detta fornminne      |
| Otterstad 135:1                            | Stensättning                |              | Otterstad, Västergötland |       | 58.680466, 13.188678 | 10200601350001 | Ladda upp en bild av detta fornminne      |
| Otterstad 137:1                            | Stensättning                |              | Otterstad, Västergötland |       | 58.705523, 13.161554 | 10200601370001 | Ladda upp en bild av detta fornminne      |
| Otterstad 139:1                            | Stensättning                |              | Otterstad, Västergötland |       | 58.656869, 13.138546 | 10200601390001 | Ladda upp en bild av detta fornminne      |
| Otterstad 140:1                            | Röse                        |              | Otterstad, Västergötland |       | 58.706585, 13.200908 | 10200601400001 | Ladda upp en bild av detta fornminne      |
| Otterstad 145:1                            | Stensättning                |              | Otterstad, Västergötland |       | 58.653072, 13.179205 | 10200601450001 | Ladda upp en bild av detta fornminne      |
| Otterstad 145:2                            | Stensättning                |              | Otterstad, Västergötland |       | 58.652963, 13.179031 | 10200601450002 | Ladda upp en bild av detta fornminne      |
| Otterstad 146:2                            | Stensättning                |              | Otterstad, Västergötland |       | 58.632578, 13.126994 | 10200601460002 | Ladda upp en bild av detta fornminne      |
| Otterstad 147:1                            | Stensättning                |              | Otterstad, Västergötland |       | 58.715691, 13.215449 | 10200601470001 | Ladda upp en bild av detta fornminne      |
| Otterstad 148:1                            | Röse                        |              | Otterstad, Västergötland |       | 58.713794, 13.214098 | 10200601480001 | Ladda upp en bild av detta fornminne      |
| Otterstad 148:2                            | Stensättning                |              | Otterstad, Västergötland |       | 58.713684, 13.213802 | 10200601480002 | Ladda upp en bild av detta fornminne      |
| Otterstad 149:1                            | Stensättning                |              | Otterstad, Västergötland |       | 58.710035, 13.220353 | 10200601490001 | Ladda upp en bild av detta fornminne      |
| Otterstad 149:2                            | Stensättning                |              | Otterstad, Västergötland |       | 58.710093, 13.220381 | 10200601490002 | Ladda upp en bild av detta fornminne      |
| Otterstad 150:1                            | Stensättning                |              | Otterstad, Västergötland |       | 58.711833, 13.219312 | 10200601500001 | Ladda upp en bild av detta fornminne      |
| Otterstad 151:1                            | Hällristning                |              | Otterstad, Västergötland |       | 58.625543, 13.191285 | 10200601510001 | Ladda upp en bild av detta fornminne      |
| Otterstad 152:1                            | Hällristning                |              | Otterstad, Västergötland |       | 58.625120, 13.190406 | 10200601520001 | Ladda upp en bild av detta fornminne      |
| Otterstad 153:1                            | Hällristning                |              | Otterstad, Västergötland |       | 58.651233, 13.166378 | 10200601530001 | Ladda upp en bild av detta fornminne      |
| Otterstad 153:2                            | Hällristning                |              | Otterstad, Västergötland |       | 58.651102, 13.166927 | 10200601530002 | Ladda upp en bild av detta fornminne      |
| Otterstad 154:1                            | Stensättning                |              | Otterstad, Västergötland |       | 58.706619, 13.227073 | 10200601540001 | Ladda upp en bild av detta fornminne      |
| Otterstad 155:1                            | Röse                        |              | Otterstad, Västergötland |       | 58.707438, 13.228049 | 10200601550001 | Ladda upp en bild av detta fornminne      |
| Otterstad 156:1                            | Stensättning                |              | Otterstad, Västergötland |       | 58.646901, 13.152380 | 10200601560001 | Ladda upp en bild av detta fornminne      |
| Otterstad 157:1                            | Röse                        |              | Otterstad, Västergötland |       | 58.709778, 13.233393 | 10200601570001 | Ladda upp en bild av detta fornminne      |
| Otterstad 161:1                            | Stensättning                |              | Otterstad, Västergötland |       | 58.704790, 13.243313 | 10200601610001 | Ladda upp en bild av detta fornminne      |
| Otterstad 162:1                            | Stensättning                |              | Otterstad, Västergötland |       | 58.685052, 13.088619 | 10200601620001 | Ladda upp en bild av detta fornminne      |
| Otterstad 165:1                            | Hög                         |              | Otterstad, Västergötland |       | 58.629947, 13.156923 | 10200601650001 | Ladda upp en bild av detta fornminne      |
| Otterstad 169:1                            | Stensättning                |              | Otterstad, Västergötland |       | 58.628153, 13.116418 | 10200601690001 | Ladda upp en bild av detta fornminne      |
| Otterstad 170:1                            | Stensättning                |              | Otterstad, Västergötland |       | 58.626671, 13.115682 | 10200601700001 | Ladda upp en bild av detta fornminne      |
| Otterstad 171:1                            | Stensättning                |              | Otterstad, Västergötland |       | 58.626020, 13.113919 | 10200601710001 | Ladda upp en bild av detta fornminne      |
| Otterstad 171:2                            | Stensättning                |              | Otterstad, Västergötland |       | 58.626136, 13.114250 | 10200601710002 | Ladda upp en bild av detta fornminne      |
| Otterstad 172:1                            | Röse                        |              | Otterstad, Västergötland |       | 58.623041, 13.102646 | 10200601720001 | Ladda upp en bild av detta fornminne      |
| Otterstad 173:1                            | Stensättning                |              | Otterstad, Västergötland |       | 58.633269, 13.101546 | 10200601730001 | Ladda upp en bild av detta fornminne      |
| Otterstad 173:2                            | Stensättning                |              | Otterstad, Västergötland |       | 58.633398, 13.101334 | 10200601730002 | Ladda upp en bild av detta fornminne      |
| Otterstad 174:1                            | Stensättning                |              | Otterstad, Västergötland |       | 58.632946, 13.156582 | 10200601740001 | Ladda upp en bild av detta fornminne      |
| Otterstad 176:1                            | Stensättning                |              | Otterstad, Västergötland |       | 58.660896, 13.142531 | 10200601760001 | Ladda upp en bild av detta fornminne      |
| Otterstad 181:1                            | Röse                        |              | Otterstad, Västergötland |       | 58.694968, 13.153229 | 10200601810001 | Ladda upp en bild av detta fornminne      |
| Otterstad 186:1                            | Hällristning                |              | Otterstad, Västergötland |       | 58.669839, 13.205436 | 10200601860001 | Ladda upp en bild av detta fornminne      |
| Otterstad 186:2                            | Hällristning                |              | Otterstad, Västergötland |       | 58.669614, 13.205390 | 10200601860002 | Ladda upp en bild av detta fornminne      |
| Otterstad 187:1                            | Stensättning                |              | Otterstad, Västergötland |       | 58.663869, 13.155288 | 10200601870001 | Ladda upp en bild av detta fornminne      |
| Otterstad 188:1                            | Hällristning                |              | Otterstad, Västergötland |       | 58.668737, 13.205867 | 10200601880001 | Ladda upp en bild av detta fornminne      |
| Otterstad 189:1                            | Röse                        |              | Otterstad, Västergötland |       | 58.675921, 13.232126 | 10200601890001 | Ladda upp en bild av detta fornminne      |
| Otterstad 190:1                            | Hällristning                |              | Otterstad, Västergötland |       | 58.653815, 13.134432 | 10200601900001 | Ladda upp en bild av detta fornminne      |
| Otterstad 193:1                            | Stensättning                |              | Otterstad, Västergötland |       | 58.652626, 13.102537 | 10200601930001 | Ladda upp en bild av detta fornminne      |
| Otterstad 194:1                            | Stensättning                |              | Otterstad, Västergötland |       | 58.641951, 13.068130 | 10200601940001 | Ladda upp en bild av detta fornminne      |
| Otterstad 195:1                            | Hällristning                |              | Otterstad, Västergötland |       | 58.662762, 13.117535 | 10200601950001 | Ladda upp en bild av detta fornminne      |
| Otterstad 197:1                            | Hög                         |              | Otterstad, Västergötland |       | 58.640352, 13.197080 | 10200601970001 | Ladda upp en bild av detta fornminne      |
| Otterstad 200:1                            | Röse                        |              | Otterstad, Västergötland |       | 58.618071, 13.139342 | 10200602000001 | Ladda upp en bild av detta fornminne      |
| Otterstad 201:1                            | Stensättning                |              | Otterstad, Västergötland |       | 58.616170, 13.140069 | 10200602010001 | Ladda upp en bild av detta fornminne      |
| Otterstad 201:2                            | Stensättning                |              | Otterstad, Västergötland |       | 58.616095, 13.139817 | 10200602010002 | Ladda upp en bild av detta fornminne      |
| Otterstad 202:1                            | Röse                        |              | Otterstad, Västergötland |       | 58.615479, 13.138614 | 10200602020001 | Ladda upp en bild av detta fornminne      |
| Otterstad 203:1                            | Stensättning                |              | Otterstad, Västergötland |       | 58.615547, 13.136295 | 10200602030001 | Ladda upp en bild av detta fornminne      |
| Otterstad 204:1                            | Begravningsplats            |              | Otterstad, Västergötland |       | 58.674367, 13.227842 | 10200602040001 | Ladda upp en bild av detta fornminne      |
| Otterstad 205:1                            | Stensättning                |              | Otterstad, Västergötland |       | 58.614698, 13.143771 | 10200602050001 | Ladda upp en bild av detta fornminne      |
| Otterstad 205:2                            | Stensättning                |              | Otterstad, Västergötland |       | 58.614697, 13.143458 | 10200602050002 | Ladda upp en bild av detta fornminne      |
| Otterstad 207:1                            | Stensättning                |              | Otterstad, Västergötland |       | 58.619048, 13.170759 | 10200602070001 | Ladda upp en bild av detta fornminne      |
| Otterstad 213:1                            | Stensättning                |              | Otterstad, Västergötland |       | 58.619397, 13.189946 | 10200602130001 | Ladda upp en bild av detta fornminne      |
| Otterstad 214:1                            | Röse                        |              | Otterstad, Västergötland |       | 58.607726, 13.192506 | 10200602140001 | Ladda upp en bild av detta fornminne      |
| Otterstad 217:1                            | Hällristning                |              | Otterstad, Västergötland |       | 58.639205, 13.195366 | 10200602170001 | Ladda upp en bild av detta fornminne      |
| Otterstad 217:2                            | Hällristning                |              | Otterstad, Västergötland |       | 58.639108, 13.195228 | 10200602170002 | Ladda upp en bild av detta fornminne      |
| Otterstad 217:3                            | Hällristning                |              | Otterstad, Västergötland |       | 58.639140, 13.195122 | 10200602170003 | Ladda upp en bild av detta fornminne      |
| Otterstad 217:4                            | Hällristning                |              | Otterstad, Västergötland |       | 58.639056, 13.195118 | 10200602170004 | Ladda upp en bild av detta fornminne      |
| Otterstad 217:5                            | Hällristning                |              | Otterstad, Västergötland |       | 58.639077, 13.194913 | 10200602170005 | Ladda upp en bild av detta fornminne      |
| Otterstad 218:1                            | Röse                        |              | Otterstad, Västergötland |       | 58.630039, 13.207822 | 10200602180001 | Ladda upp en bild av detta fornminne      |
| Otterstad 220:1                            | Gravfält                    |              | Otterstad, Västergötland |       | 58.643096, 13.203869 | 10200602200001 | Ladda upp en bild av detta fornminne      |
| Otterstad 221:1                            | Stenkrets                   |              | Otterstad, Västergötland |       | 58.645440, 13.203919 | 10200602210001 | Ladda upp en bild av detta fornminne      |
| Otterstad 222:1                            | Hög                         |              | Otterstad, Västergötland |       | 58.645684, 13.205367 | 10200602220001 | Ladda upp en bild av detta fornminne      |
| Otterstad 223:1                            | Hällristning                |              | Otterstad, Västergötland |       | 58.646213, 13.206360 | 10200602230001 | Ladda upp en bild av detta fornminne      |
| Otterstad 223:2                            | Hällristning                |              | Otterstad, Västergötland |       | 58.646213, 13.206361 | 10200602230002 | Ladda upp en bild av detta fornminne      |
| Otterstad 223:3                            | Hällristning                |              | Otterstad, Västergötland |       | 58.646114, 13.206196 | 10200602230003 | Ladda upp en bild av detta fornminne      |
| Stallviken (Otterstad 230:1)               | Spärranordning              |              | Otterstad, Västergötland |       | 58.673308, 13.219034 | 10200602300001 | Ladda upp en bild av detta fornminne      |
| Otterstad 231:1                            | Spärranordning              |              | Otterstad, Västergötland |       | 58.663375, 13.193689 | 10200602310001 | Ladda upp en bild av detta fornminne      |
| Otterstad 233:1                            | Fästning/skans              |              | Otterstad, Västergötland |       | 58.673606, 13.217267 | 10200602330001 | Ladda upp en bild av detta fornminne      |
| Otterstad 234:1                            | Hällristning                |              | Otterstad, Västergötland |       | 58.673402, 13.216834 | 10200602340001 | Ladda upp en till bild av detta fornminne |
| Lusthusholmen (Otterstad 236:1)            | Husgrund, historisk tid     |              | Otterstad, Västergötland |       | 58.706506, 13.220273 | 10200602360001 | Ladda upp en bild av detta fornminne      |
| Otterstad 306                              | Stensättning                |              | Otterstad, Västergötland |       | 58.671244, 13.233152 | 12000000119681 | Ladda upp en bild av detta fornminne      |
| Otterstad 308                              | Stensättning                |              | Otterstad, Västergötland |       | 58.671813, 13.234319 | 12000000119683 | Ladda upp en bild av detta fornminne      |
| Otterstad 313                              | Stensättning                |              | Otterstad, Västergötland |       | 58.663410, 13.218995 | 12000000119776 | Ladda upp en bild av detta fornminne      |
| Otterstad 315                              | Stensättning                |              | Otterstad, Västergötland |       | 58.663402, 13.219037 | 12000000119778 | Ladda upp en bild av detta fornminne      |
| Otterstad 326                              | Grav markerad av sten/block |              | Otterstad, Västergötland |       | 58.712669, 13.215946 | 12000000120178 | Ladda upp en bild av detta fornminne      |
| Otterstad 337                              | Röse                        |              | Otterstad, Västergötland |       | 58.706463, 13.244963 | 12000000120537 | Ladda upp en bild av detta fornminne      |
| Otterstad 339                              | Röse                        |              | Otterstad, Västergötland |       | 58.703987, 13.235610 | 12000000120539 | Ladda upp en bild av detta fornminne      |
| Otterstad 349                              | Hällristning                |              | Otterstad, Västergötland |       | 58.668589, 13.206282 | 12000000120639 | Ladda upp en bild av detta fornminne      |
| Otterstad 353                              | Stensättning                |              | Otterstad, Västergötland |       | 58.671635, 13.206552 | 12000000120665 | Ladda upp en bild av detta fornminne      |
| Otterstad 354                              | Lägenhetsbebyggelse         |              | Otterstad, Västergötland |       | 58.671904, 13.205927 | 12000000120666 | Ladda upp en bild av detta fornminne      |
| Skräddartorpet (Otterstad 357)             | Lägenhetsbebyggelse         |              | Otterstad, Västergötland |       | 58.671511, 13.204727 | 12000000120832 | Ladda upp en bild av detta fornminne      |
| Otterstad 370                              | Stensättning                |              | Otterstad, Västergötland |       | 58.710257, 13.225185 | 12000000120856 | Ladda upp en bild av detta fornminne      |
| Otterstad 376                              | Stensättning                |              | Otterstad, Västergötland |       | 58.702903, 13.205621 | 12000000121129 | Ladda upp en bild av detta fornminne      |
| Otterstad 378                              | Kvarn                       |              | Otterstad, Västergötland |       | 58.671973, 13.208755 | 12000000121132 | Ladda upp en bild av detta fornminne      |
| Otterstad 380                              | Husgrund, historisk tid     |              | Otterstad, Västergötland |       | 58.669868, 13.203528 | 12000000121134 | Ladda upp en bild av detta fornminne      |
| Otterstad 383                              | Husgrund, historisk tid     |              | Otterstad, Västergötland |       | 58.667667, 13.208876 | 12000000121345 | Ladda upp en bild av detta fornminne      |